# Хам (Белгия)
Вижте пояснителната страница за други значения на Хам.
Хам (на нидерландски: Ham) е селище в Североизточна Белгия, окръг Хаселт на провинция Лимбург. Разположено е на канала Албер, на 22 km северозападно от град Хаселт. Населението му е около 10 800 души (2018).